# Amtsgericht Castrop-Rauxel
Das Amtsgericht Castrop-Rauxel ist ein Gericht der ordentlichen Gerichtsbarkeit mit Sitz in Castrop-Rauxel. Es ist eines der Amtsgerichte in Trägerschaft des Landes Nordrhein-Westfalen.

## Amtsgerichtsbezirk

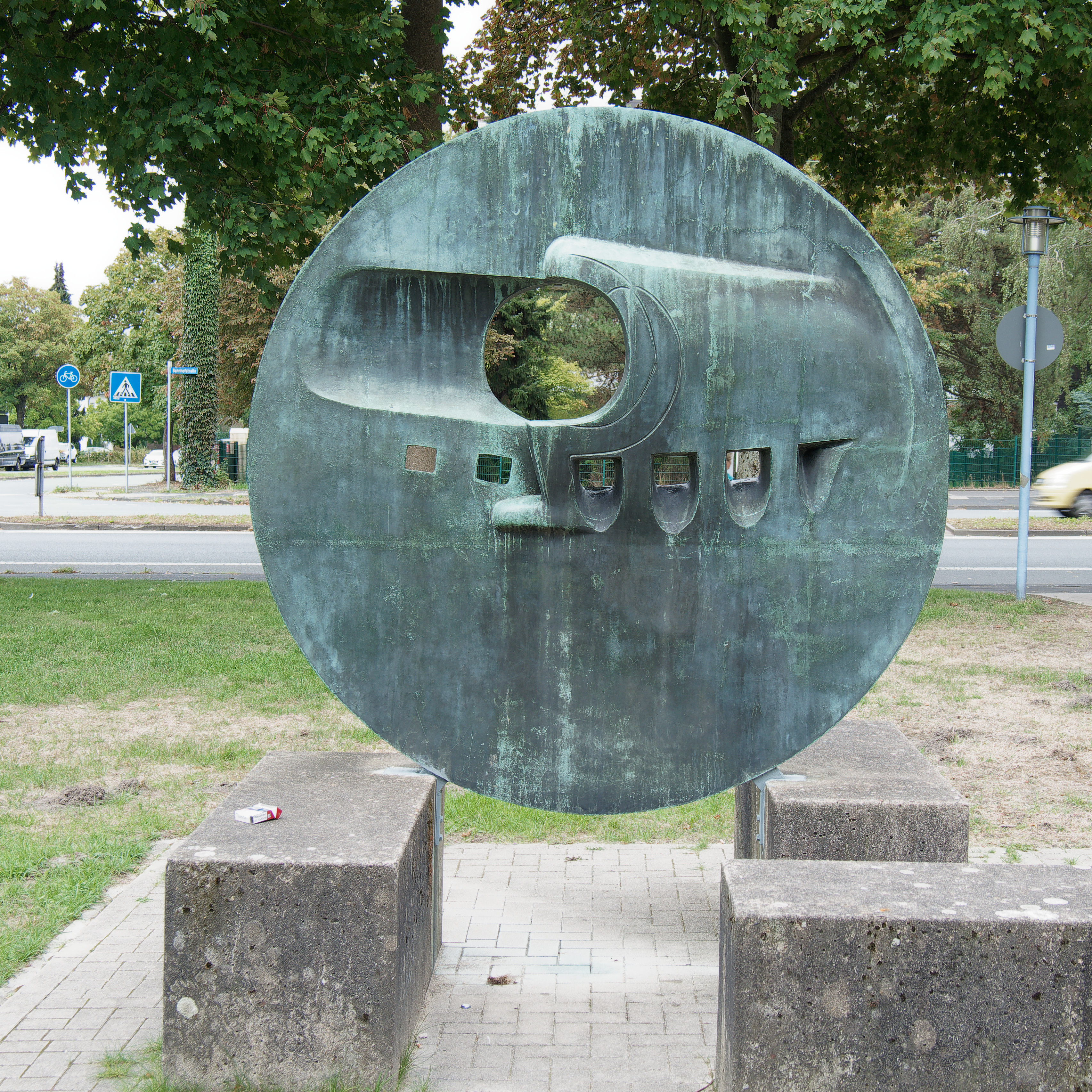
Bronzeplastik beim Haupteingang an der Bahnhofstraße

Das Amtsgericht ist zuständig für die Stadt Castrop-Rauxel im Kreis Recklinghausen. In dem 52 km² großen Gerichtsbezirk leben rund 77.000 Menschen.

## Übergeordnete Gerichte
Das dem Amtsgericht Castrop-Rauxel übergeordnete Landgericht ist das Landgericht Dortmund, das wiederum dem Oberlandesgericht Hamm untersteht.